# Acendalha

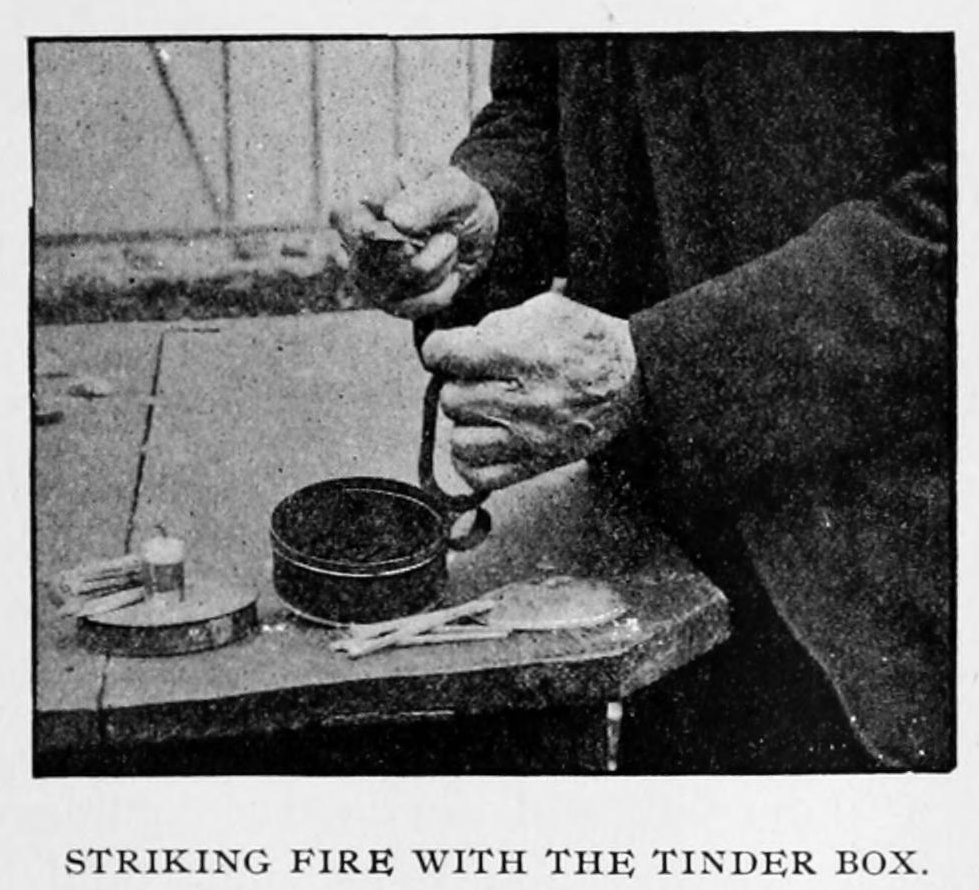

Acendalha é um material facilmente inflamável usado para iniciar o fogo. As acendalhas podem ser material sintético inflamável ou vegetal seco como: palha, folha de árvores, papel, madeira fina.
Quanto mais isento de humidade e menor o seu tamanho (ou mais fino), mais facilmente se incendiará. A acendalha será usada para propagar o fogo a pedaços maiores de materiais inflamáveis, como a madeira para fazer uma fogueira pretendida.
As técnicas de sobrevivência, utilizam acendalhas em todos os modos de se iniciar fogo, seja do modo primitivo (ou de fricção) ou por meio de isqueiros ou pederneiras, que encosta na acendalha, ou da fagulha da pederneira que cai na isca de fogo, sempre é necessário começar a combustão do material em pedaços menores pela sua facilidade de pegar fogo, já que é considerado a superfície de contacto do material (um palito de fósforo pega fogo mais rápido do que uma tábua de madeira) para, daí, complementar gradualmente pedaços maiores e obter uma fonte de calor por fogo que durará o tempo que o indivíduo quiser ou a disponibilidade de material inflamável.

## Técnica
Independentemente do material usado como acendalha, a técnica é sempre igual. A acendalha terá de ficar muito próxima da fonte de ignição de modo que receba directa e rapidamente a brasa ou fagulha formada pelo método de ignição.

## Materiais
Folhas de árvores secas, caruma de pinheiro, pinhas secas, casca de bétula e/ou papel